# هنر زراعی

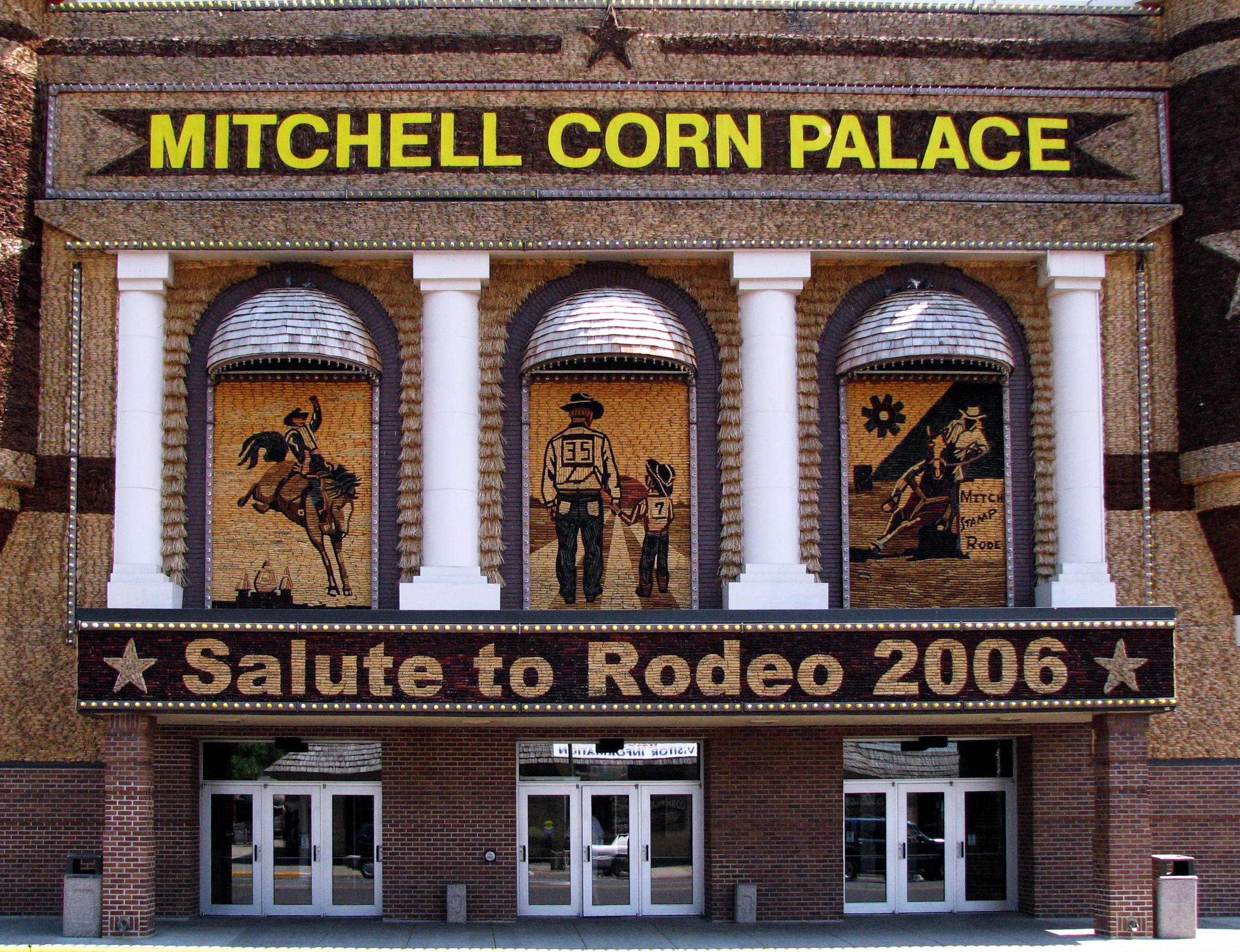
کاخ ذرت (جزئیات تابلو)، میچل، داکوتای جنوبی

هنر زراعی یک شیوه هنری محیطی است که با استفاده از گیاهان و دانه‌های موجود در چشم‌انداز، عبارات، علائم و/یا تصاویر را خلق می‌کند. اگنس دینز، متیو مور (هنرمند)، دنیس اوپنهایم و استن هرد از هنرمندان هنر زراعی هستند. برخی از آثار هنر خاکی ازنظر مقیاس مشابه هستند و فقط از دیدگاه هوایی قابل مشاهده هستند.

## سوابق تاریخی

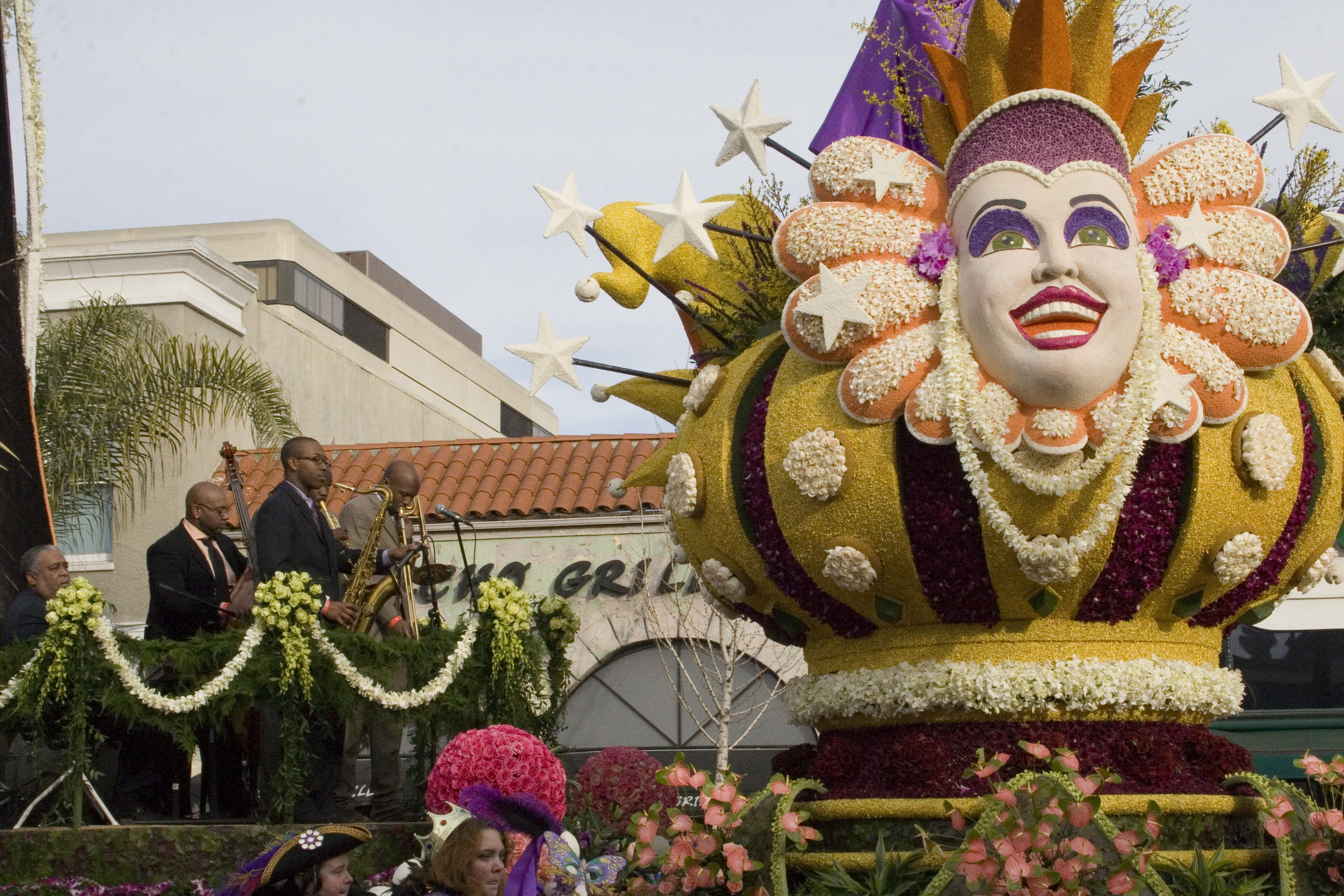
رژه مسابقات گل‌های رز، تخت روان نیواورلئان

یکی از نسخه‌های هنر فولکور از هنر محصولات زراعی، هنر بذر نامیده می‌شود، یک نوع هنر تجسمی که به سبک موزاییک خلق می‌شود، شبیه به تکنیک نقطه‌چینی در نقاشی یا پارچه‌های سوزن‌دوزی. تصاویر موزاییکی دانه با ثابت کردن مواد گیاهی، به‌ویژه دانه‌ها، یک پس‌زمینه را خلق می‌کنند. کولین شیهی، در کتاب ملکه بذر،با عنوان تزئین با موزاییک‌های بذری، شیشه‌های خرد شده و مواد گیاهی (اولین انتشار: ۱۹۶۰) نوشته النور ون رنسلائر در این مورد نقل می‌کند: «موزاییک‌ها کاشی، شیشه یا سنگ‌هایی هستند که در ملات قرار می‌گیرند. به جای اینها می‌توانید نوع متفاوتی از موزاییک را با استفاده از مواد گیاهی مانند بذر، غلاف‌های کوچک و گل‌ها ایجاد کنید». نمونه‌ای از آن کاخ ذرت میچل، داکوتای جنوبی است که برای اولین بار برای نمایشگاه ذرت ۱۸۹۲ ساخته شد. دیوارهای بیرونی ساختمان پوشیده از نقاشی‌های دیواری ساخته شده از خوشه‌های ذرت رنگارنگ هستند. پرتره‌های موزاییکی بذری اثر لیلیان کولتون نیز نمونه‌هایی از این هنر هستند. پرتره‌های اولیه او از افراد مشهور در دسته‌بندی کاملاً تعریف شده «هنر زراعی» در نمایشگاه ایالتی مینه‌سوتا از سال ۱۹۶۶ به نمایش گذاشته شد. قوانین مربوط به ورود آثار هنری زراعی «فقط بذر محصولات کشاورزی یا گل‌ها، میوه‌ها و سبزیجات باغی کشت‌شده در مینه‌سوتا» را مجاز می‌داند و بذر گیاهان وحشی مجاز نیست. کولتون تا زمان مرگش در سن ۹۷ سالگی در سال ۲۰۰۷ به تدریس و خلق آثار هنری زراعی ادامه داد. نسل جدیدی از هنرمندان هنر زراعی یا بذر، که به‌عنوان «مکتب پست مدرن هنر زراعی مینه‌سوتا» شناخته می‌شوند، این سنت عامیانه را ادامه می‌دهند. برخی از این هنرمندان عبارتند از «کتی کمپر، آلن کارپنتر، کیم کوپ، لیندا کوتسکی، نانسی لونگ، سوزی میرز، لورا ملنیک و دیوید استاینلیخت». یک جنبهٔ نگهداری و اخلاق حفاظتی مرتبط با این شکل هنری مبتنی بر گیاه وجود دارد. خلق هنر زراعی نه‌تنها راهی برای حفظ و احیای یک هنر مردمی پویا است، بلکه انجام آن، نیاز به جمع‌آوری، ذخیره و ارزش‌گذاری به فرهنگ و انواع بذرها را برجسته می‌کند. در لس‌آنجلس، در رژهٔ مسابقات گل‌های رز، از گل‌های گیاهان به سبک کلاژ یا موزاییک مشابه استفاده می‌شود.

## حلقه‌های کشتزار
اصطلاح هنر زراعی ممکن است برای توصیف اشکالی که به‌عنوان حلقه‌های کشتزار شناخته می‌شوند، استفاده شود. حلقه‌های کشتزار اولین بار در دهه ۱۹۸۰ پس‌از مشاهده آنها در برخی از مزارع کشاورزی در جنوب انگلستان (Ency Rel/Spir) مورد توجه رسانه‌های جمعی قرار گرفتند. اغلب این تصاویر شامل مجموعه‌ای بسیار بزرگ و پیچیده از حلقه‌ها و خطوط هستند که هنگام پهن کردن محصولات کشاورزی مانند گندم و چاودار به‌صورت الگوها تشکیل شده‌اند. برخی این طرح‌ها را به ردپاهای به جا مانده از فرود فضاپیماهای فرازمینی نسبت می‌دهند، زیرا این تصاویر معمولاً بسیار بزرگ هستند، در مدت زمان کوتاهی ظاهر می‌شوند و برخی هیچ رد قابل مشاهده‌ای را به داخل یا خارج از طرح نشان نمی‌دهند. همین نوع چهره‌ها در سراسر جهان یافت می‌شوند؛ اگرچه بسیاری ظهور آنها را به ملاقات موجودات فضایی نسبت نمی‌دهند. حلقه‌های کشتزار گاهی به نام‌های سازندهای کشتزار، آگروگلیف‌ها یا پیکتوگرام‌ها (تصویرنگاشت) نیز شناخته می‌شوند. برخی نیز توسط «هنرمندان منظره» شناخته‌شده برای اهداف تجاری خلق شده‌اند.